# Schönberg im Stubaital
Schönberg im Stubaital este o localitate din landul Tirol, Austria.
În perimetrul localității se află Europabrücke, cel mai înalt pod din Austria, dat în folosință în 1963. Timp de zece ani a fost cel mai înalt pod din Europa.